# Jedivato de Egipto
El Jedivato de Egipto (en árabe: خديوية مصر, turco otomano: خدیویت مصر Hıdiviyet-i misir) fue un estado autónomo tributario del Imperio otomano, creado y gobernado por la dinastía de Mehmet Alí tras la derrota y expulsión de las fuerzas de Napoleón Bonaparte que pusieron fin a la breve ocupación francesa del Bajo Egipto.

## Historia

### Influencia europea
Bajo el reinado de Ismail, el gobierno egipcio, encabezado por el ministro Nubar Pasha, se había vuelto económicamente dependiente de Gran Bretaña y Francia. Ismail trató de poner fin a este dominio europeo, mientras que al mismo tiempo aplicaba una política nacional agresiva. Bajo Ismail, 112 canales y 400 puentes fueron construidos en Egipto.
Debido a sus esfuerzos por obtener la independencia económica de las potencias europeas, Ismail se hizo impopular frente a ojos de muchos diplomáticos británicos y franceses, entre ellos Evelyn Baring y Alfred Milner, quienes afirmaron que estaba "arruinando Egipto".
En 1869, la finalización del canal de Suez dio a Gran Bretaña una ruta más rápida a la India. Esto hizo que Egipto dependiera cada vez más de Gran Bretaña. Ismail no hizo ningún esfuerzo por conciliar con las potencias europeas, que presionaron al sultán otomano para que expulsara a este del poder.

### Ocupación británica (1882-1956)
Ismail fue sucedido por su hijo mayor Tewfik, quien, a diferencia de sus hermanos menores, no había sido educado en Europa. Él siguió una política de relaciones más estrechas con Gran Bretaña y Francia, pero su autoridad fue minada por una rebelión encabezada por su ministro de guerra, Ahmed Orabi, en 1882. Arabi se aprovechó de violentos disturbios en Alejandría para tomar el control del gobierno y deponer temporalmente a Tewfik. Había estallado la guerra anglo-egipcia.
Las Fuerzas navales británicas bombardearon y capturaron Alejandría, y una fuerza expedicionaria al mando del general Sir Garnet Wolseley se formó en Inglaterra. El ejército británico desembarcó en Egipto poco después, y derrotó al ejército de Arabi en la batalla de Tel el-Kebir. Arabi fue juzgado por traición y condenado a muerte, pero la sentencia fue conmutada por el destierro. Tras la revuelta, el ejército egipcio se reorganizó al modelo británico y fue comandado por oficiales británicos.
El primer período del dominio británico (1882-1914) a menudo se denomina "protectorado velado". Durante este tiempo, el Jedivato de Egipto siguió siendo una provincia autónoma del Imperio Otomano y la ocupación británica no tenía base legal, pero constituía un protectorado de facto sobre el país. Por lo tanto, Egipto no formaba parte del Imperio británico. Esta situación duró hasta 1914 cuando el Imperio Otomano se unió a la Primera Guerra Mundial del lado de las potencias centrales y contra el Imperio británico.
En 1914 como resultado de la declaración de guerra contra el Imperio Otomano (Primera Guerra Mundial), Gran Bretaña declaró un protectorado sobre Egipto (Sultanato de Egipto) y depuso al Jedive. La ocupación británica terminó nominalmente con la deposición del último jedive Abbas II el 5 de noviembre de 1914 y el establecimiento del citado protectorado británico, con la instalación del sultán Hussein Kamel el 19 de diciembre de 1914. Después, en 1922, el Imperio británico creó el Reino de Egipto cuando el Reino Unido le concedió la independencia a Egipto, hasta entonces una colonia de facto, con el fin de reprimir el creciente nacionalismo egipcio. El Sultán Fuad I se convirtió en el primer rey del nuevo estado. Faruk sucedió a su padre como rey. 
Sin embargo, el Reino estaba plagado por la corrupción y sus ciudadanos lo veían como un títere de los británicos. Esto, junto con la derrota en la guerra árabe-israelí de 1948, llevó a un golpe de Estado en 1952 por un grupo de oficiales del ejército llamado el Movimiento de Oficiales Libres. Faruk abdicó en favor de su hijo Fuad II. Sin embargo, en 1953 la monarquía fue oficialmente abolida y se estableció la República Árabe de Egipto. Las últimas tropas británicas abandonaron Egipto en junio de 1956 según el Acuerdo Anglo-Egipcio de 1954, regresando brevemente durante la crisis de Suez. En ese conflicto Gran Bretaña entró en guerra contra Egipto por el canal de Suez a fines de 1956, pero con un apoyo internacional insuficiente se vio obligada a retroceder.

### Revuelta de El Mahdi en Sudán
Mientras tanto, una rebelión religiosa había estallado en Sudán, dirigida por Muhammad Ahmad, que se proclamó Mahdi. Los rebeldes mahdistas se habían apoderado de la capital de la región de Kordofán y aniquilaron dos expediciones dirigidas por los británicos enviados para sofocar la revuelta. Los soldados del aventurero Charles George Gordon, un exgobernador del Sudán, fueron enviados a la capital sudanesa, Jartum, con la orden de evacuar a su minoría de habitantes europeos y egipcios. En lugar de la evacuación de la ciudad, Gordon la prepara para un asedio que se extendió de 1884 a 1885. Sin embargo, Jartum finalmente cayó, y fue asesinado.
La expedición británica de socorro a Gordon se retrasó por varias batallas, por lo que fue incapaz de llegar a Jartum y salvar a Gordon. La caída de Jartum dio lugar a la proclamación de un Estado islámico, gobernado primero por El Mahdi y después por su sucesor Abdallahi ibn Muhammad.

### Reconquista de Sudán
En 1896, durante el reinado del hijo de Tewfik, Abbas II, una fuerza anglo-egipcia, bajo el mando del general Herbert Kitchener, comenzó la reconquista del Sudán. Los mahdistas fueron derrotados en las batallas de Abu Hamid y Atbara. La campaña concluyó con la victoria anglo-egipcia en Omdurman, la capital mahdista.
El Califa fue perseguido y asesinado en 1899, en la batalla de Umm Diwaykarat, y el imperio anglo-egipcio fue restaurado en el Sudán.

### Fin del Jedivato
El reinado de Abbas II llegó a ser muy hostil a los británicos y en 1911 fue considerado por Lord Kitchener un "malvado poco Jedive" digno de deposición.
En 1914, cuando la Primera Guerra Mundial estalló, el Imperio Otomano se unió a la potencias centrales, que estaban en guerra con las naciones aliadas, incluyendo Gran Bretaña. Como Egipto todavía era un estado vasallo nominal del Imperio otomano, los británicos proclamaron un Sultanato de Egipto y abolieron el Jedivato el 5 de noviembre de 1914. Abbas II, que apoyó a las potencias centrales y estaba en Viena por una visita de Estado, fue depuesto del trono del Jedivato en su ausencia por el cumplimiento de las autoridades militares británicas en El Cairo y se le prohibió regresar a Egipto. Fue sucedido por su tío Hussein Kamel, quien se coronó Sultán el 19 de diciembre de 1914. Abbas II aceptó finalmente el nuevo orden de las cosas y abdicó formalmente el 12 de mayo de 1931, pasando el resto de su vida en Ginebra, Suiza, hasta su muerte el 19 de diciembre de 1944 (en el 30 aniversario del reinado de Hussein Kamel).